# Potapij Jemieljanow
Potapij Jemieljanow, ros. Пота́пий Емелья́нов (ur. 1884 w guberni ufijskiej, zm. 14 sierpnia 1936 w Karelii) – rosyjski sługa Boży Kościoła katolickiego.

## Życiorys
Piotr Jemieljanow urodził się w rodzinie staroobrzędowców. Został wyświęcony jako hieromnich w Kościele prawosławnym w Ławrze Poczajowskiej i przyjął imię zakonne Potapij. W 1918 roku nawrócił się na katolicyzm wraz z parafią we wsi Niżniaja Bogdanowka koło Ługańska, której był proboszczem. W 1927 roku skazany na 10 lat łagrów. Zmarł podczas budowy kanału Białomorskiego-Bałtyckiego w opinii świętości. Trwa jego proces beatyfikacyjny.